# بن هوکین
بن هوکین (به انگلیسی: Ben Hockin) (زادهٔ ۲۷ سپتامبر ۱۹۸۶) شناگر اهل بریتانیا است.